# Asilus minos
Asilus minos är en tvåvingeart som först beskrevs av Christian Rudolph Wilhelm Wiedemann 1824.  Asilus minos ingår i släktet Asilus och familjen rovflugor. Inga underarter finns listade i Catalogue of Life.